# Careggine
Careggine es un Municipio Italiano ubicado en la ladera oriental de los Alpes Apuanos en la provincia de Lucca, región Toscana. Con 539 habitantes es el municipio menos poblado de la Provincia de Lucca.

## Geografía física
Careggine se encuentra en la Garfagnana, un territorio entre los Alpes Apuanos y los Apeninos tosco-emilianos, es uno de los municipios a mayor altitud promedio, varía de uno mínimo de 384 a un máximo de 1575 m. snm, ubicándose la casa municipal a 882 m. snm.

## Evolución demográfica
| Gráfica de evolución demográfica de Careggine entre 1861 y 2018 |
|                                                                 |
| Fuente ISTAT - Elaboración gráfica por parte de Wikipedia       |